# Marie Visconti
Pour les articles homonymes, voir Visconti.
Marie Visconti, pseudonyme de Marie Ardizio née le 16 octobre 1936, romancière française d'origine italienne. Elle est l'auteure notamment des enquêtes de l'avocat perspicace Manius Salvius Priscus, alias Helkias, citoyen romain d'origine gallo-palmyrénienne.
Elle écrit aussi sous le nom Maria Ardizio.

## Biographie
Marie Visconti est agrégée de lettres et passionnée d'archéologie. Elle s'est spécialisée dans l'étude des mythes de l'Orient méditerranéen.

## Romans

### Une enquête d'Helkias
- Le Masque de l'Atellane, éditions du Masque, coll. « Labyrinthes » no 67, 1999
- Le Cheval d'octobre, coll. « Labyrinthes » no 74, 2000
- Le Meurtre d'Adonis, coll. « Labyrinthes » no 92, 2001
- La Porte d'ivoire, coll. « Labyrinthes », 2003  (ISBN 270248090X)
- L'Épée de cendres, coll. « Labyrinthes », 2002  (ISBN 270248039X)
- Le Souffle de Némésis, Independantly published, 2018  (ISBN 978-1791309312)
- Le Bouclier de verre, Independantly published, 2019  (ISBN 978-1711238265)
- Le mendiant de Palmyre, Independantly published, 2020  (ISBN 979-8573962368)
- L'oracle du Rhin, Independantly published, 2022  (ISBN 979-8838255723)

### Autres
- Le Lys et la Licorne, Éditions du Rocher, 2006  (ISBN 2268058123)
- Le Troubadour du Châtelet, Calleva, 2010  (ISBN 2917582103)
- Les Murènes de Néron, Independantly published, 2017  (ISBN 978-1973506669)

### Sous le pseudonyme de Maria Ardizio
- Lorsque les tambours se tairont, Robert Laffont 1978